# Chaux-Champagny
Chaux-Champagny là một xã trong vùng hành chính Franche-Comté, thuộc tỉnh Jura, quận Lons-le-Saunier, tổng Salins-les-Bains. Tọa độ địa lý của xã là 46° 53' vĩ độ bắc, 05° 53' kinh độ đông. Chaux-Champagny nằm trên độ cao trung bình là 578 mét trên mặt nước biển, có điểm thấp nhất là 401 mét và điểm cao nhất là 740 mét. Xã có diện tích 7.33 km², dân số vào thời điểm 1999 là 73 người; mật độ dân số là 10 người/km².

## Thông tin nhân khẩu
| 1962 | 1968 | 1975 | 1982 | 1990 | 1999 |
| ---- | ---- | ---- | ---- | ---- | ---- |
| 46   | 77   | 87   | 97   | 90   | 73   |